# Сетри (Перуђа)
Сетри је насеље у Италији у округу Перуђа, региону Умбрија.
Према процени из 2011. у насељу је живело 19 становника. Насеље се налази на надморској висини од 783 м.